# Vincenzo Macchi

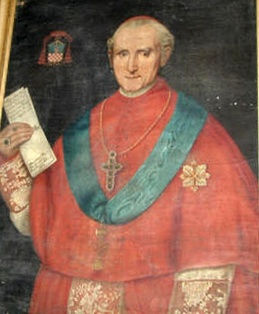
Vincenzo Kardinal Macchi (um 1840)

Vincenzo Macchi (* 30. August 1770 in Capodimonte; † 30. September 1860 in Rom) war ein päpstlicher Diplomat und Kurienkardinal der römisch-katholischen Kirche.

## Leben
Vincenzo Macchi studierte ab 1791 an der Universität La Sapienza in Rom und empfing am 20. September 1794 die Priesterweihe. Im Dezember 1801 wurde er Doktor beider Rechte. Macchi war ab 1803 an der päpstlichen Nuntiatur in Portugal tätig und wurde dort 1808 Internuntius, was er bis 1816 blieb.
Papst Pius VII. ernannte ihn am 2. Oktober 1818 zum Titularerzbischof von Nisibis und bestellte ihn vier Tage später zum Apostolischen Nuntius in der Schweiz. Die Bischofsweihe spendete ihm am 4. Oktober 1818 Lorenzo Kardinal Litta. Am 22. November 1819 wurde er zum Nuntius in Frankreich bestellt. Macchi erreichte Paris im Dezember desselben Jahres und blieb dort bis Anfang 1827. Durch den besonders unter Karl X. (König 1824–1830) aufkommenden Ultramontanismus gab es für Macchi keine politischen Schwierigkeiten mit dem französischen Königshaus.
Am 2. Oktober 1826 wurde er von Papst Leo XII. zum Kardinal im Rang eines Kardinalpriesters mit der Titelkirche Santi Giovanni e Paolo ernannt. Im Juni 1828 wurde er Apostolischer Legat in der Provinz Ravenna. Er war ein Kandidat des Konklaves von 1830/1831, wurde aber unzureichend unterstützt, trotz des Rückhalts von Giuseppe Albani.
Unter Papst Gregor XVI. war er zwischen 1834 und 1840 Präfekt der Konzilskongregation. 1840 wurde er zum Kardinalbischof von Palestrina, 1844 zum Kardinalbischof von Porto e Santa Rufina und zudem zum Sekretär des Heiligen Offiziums und 1847 schließlich zum Kardinalbischof von Ostia ernannt, als der er bis zu seinem Tode Dekan des Heiligen Kollegiums war. Er starb im Alter von 90 Jahren in Rom, nachdem er sich noch 1855 von einer schweren Krankheit erholen konnte, und wurde in der Kirche Santi Giovanni e Paolo beigesetzt.